# Park Eun-bin
Park Eun-bin (hangul: 박은빈; rr: Bak Eun-bin; MR: Pak Ŭnbin; Seul, 4 de setembro de 1992), é uma atriz sul-coreana, mais conhecida por ter estrelado a série de televisão Hot Stove League (2019), Do You Like Brahms? (2020), The King's Affection (2021), Uma Advogada Extraordinária (2022) e Castaway Diva (2023).

## Carreira

### 1996–2017: Estreia como atriz infantil e escalação para papéis principais

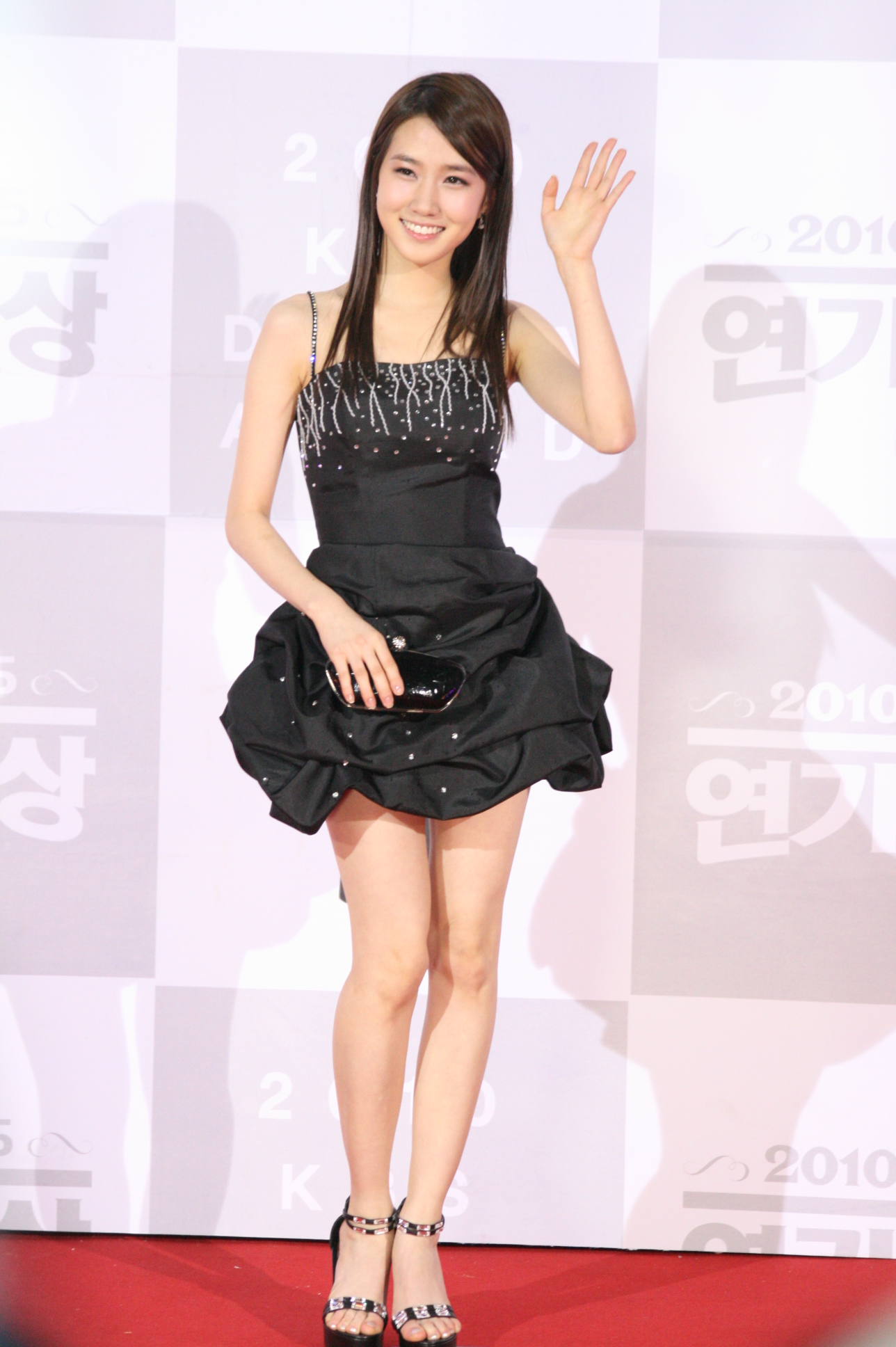
Park no KBS Drama Awards de 2010

Park Eun-bin estreou aos cinco anos de idade e atuou em várias séries de televisão como atriz infantil e versão mais jovem de vários personagens. Ela recebeu o prêmio de Melhor Atriz Jovem em 2009 por seu papel em The Iron Empress.
Ela desempenhou seu primeiro papel principal no romance de viagem no tempo, Operation Proposal (2012). Após Operation Proposal, Park voltou a papéis coadjuvantes até ganhar reconhecimento por seu papel na série de elenco de jovens sobre um grupo de garotas de vinte anos, Hello, My Twenties! em 2016 e sua sequência em 2017.
Em 2017, ela também foi escalada para o drama jurídico Judge vs. Judge, seguido pelo thriller de terror The Ghost Detective em 2018.

### 2019–presente: Aumento de popularidade e fama internacional

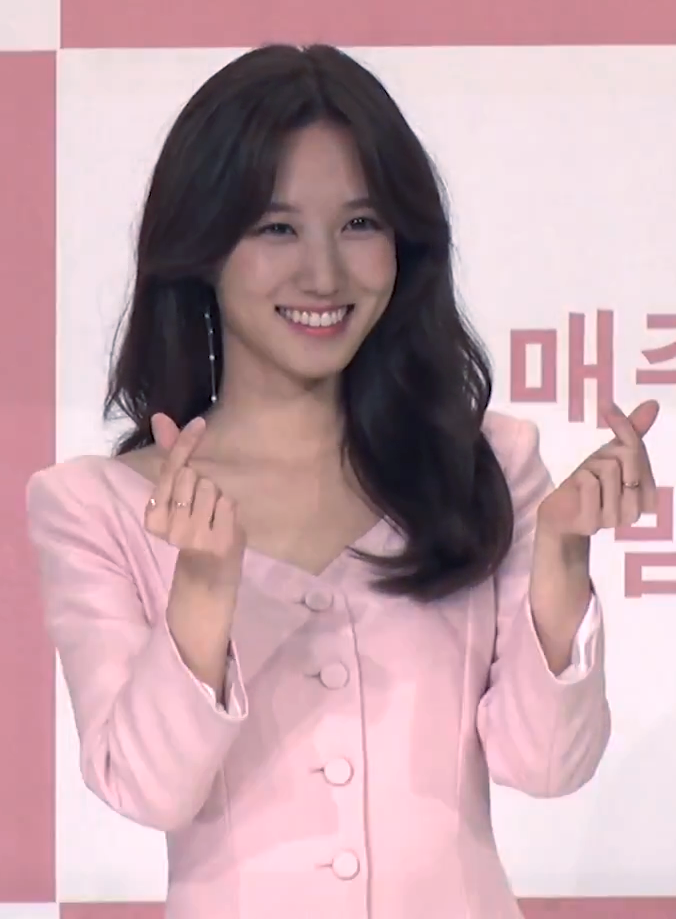
Park durante coletiva de imprensa da série The Ghost Detective, em 2018

Park então estrelou seu projeto de maior sucesso até então, o drama esportivo Hot Stove League (2019–2020). Depois de começar com 3%, a série alcançou uma classificação máxima de mais de 20% e ganhou o prêmio de Melhor Drama no 56º Baeksang Arts Awards.
Depois de Hot Stove League, ela foi escalada como violinista no drama musical romântico Do You Like Brahms? e ganhou o Prêmio de Melhor Atriz de Excelência no SBS Drama Awards de 2020.
Em 2021, ela desempenhou o papel do príncipe herdeiro Yi Hwi na série histórica The King's Affection. Por sua interpretação da heroína travestida, ela recebeu o Prêmio de Melhor Atriz de Excelência no KBS Drama Awards de 2021 e uma indicação de Melhor Atriz no 58º Baeksang Arts Awards. Park também ganhou o prêmio de Melhor Ator no 49º Korean Broadcasting Awards por seu papel. O drama também foi premiado como Melhor Telenovela no 50º Prêmio Emmy Internacional.

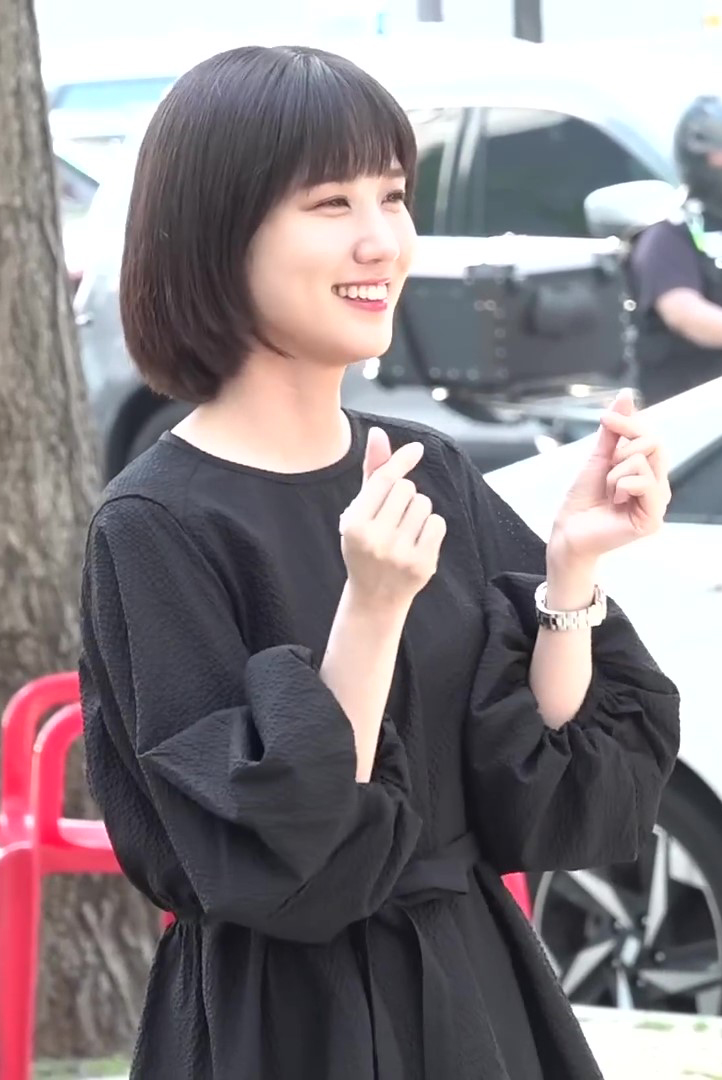
Park em julho de 2022

Em 2022, Park estrelou o filme de ação e terror de Park Hoon-jung, The Witch: Part 2. The Other One, sequência do filme de 2018 The Witch: Part 1. The Subversion. No mesmo ano, ela estrelou em Uma Advogada Extraordinária, interpretando o papel titular de Woo Young-woo, uma advogado genial com espectro do autismo. Mais tarde foi revelado que a equipe de produção esperou mais de um ano para Park participar do drama, depois que ela recusou o papel, dizendo que "sentiu que a série não era algo que [ela] deveria abordar levianamente". No entanto, sua performance lhe rendeu aclamações da crítica e do público. O drama, que foi ao ar no canal ENA, estreou com uma audiência de 0,9% e terminou com 17,5% em seu país natal. O drama foi um sucesso global, ficando entre as 10 séries de TV não inglesas mais assistidas na Netflix por 21 semanas consecutivas. O desempenho de Park foi reconhecido internacionalmente, ganhando o prêmio de Melhor Ator no Asia Contents Awards e o Prêmio Rising Star para TV na divisão Cinema e televisão da Ásia-Pacífico do Critics' Choice Awards. No 59º Baeksang Arts Awards, Park recebeu o Grande Prêmio (Daesang) na categoria Televisão.
Em 4 de janeiro de 2024, Park lançou um single digital, "Present", antes de seu fan concert, "Eunbin Note: Diva", que seria realizado nos dias 6 e 7 de janeiro. Em 28 de março, ela lançou um novo single "Kung Ddari Sha Bah Rah", que é um remake da música de estreia do Clon, dupla musical.

## Filmografia

### Filmes
| Ano  | Título                           | Função       | Notas                   | Ref.          |
| ---- | -------------------------------- | ------------ | ----------------------- | ------------- |
| 2000 | A Girl's Prayer                  |              | Filme militar           |               |
| 2002 | Memories                         |              |                         |               |
| 2002 | The Romantic President           |              |                         |               |
| 2004 | Has the Shower Ended?            |              | Curta-metragem de 1.3.6 |               |
| 2004 | How to Keep My Love              |              |                         |               |
| 2010 | Death Bell 2: Bloody Camp        | Na-rae       |                         | [ 25 ]        |
| 2013 | Secretly, Greatly                | Yoon Yoo-ran | Cameo                   | [ 26 ]        |
| 2022 | The Witch: Part 2. The Other One | Kyung-hee    |                         | [ 27 ] [ 28 ] |
| 2023 | Road to Boston                   | Ok-rim       | Cameo                   | [ 29 ] [ 30 ] |

### Séries de televisão
| Ano       | Título                                                                  | Função                          | Notas               | Ref.          |
| --------- | ----------------------------------------------------------------------- | ------------------------------- | ------------------- | ------------- |
| 1998      | White Nights 3.98                                                       | Choi So-young                   |                     |               |
| 1999      | MBC Best Theater "모래위에 집을짓다, 북어대가리, 악어와 악어새, 옛사랑" |                                 |                     |               |
| 1999      | I Only Know Love                                                        | Jung-min                        |                     |               |
| 2000      | MBC Best Theater "Song-yi's Play, Golden Glow"                          |                                 |                     |               |
| 2000      | The Thief's Daughter                                                    | Jung-nim                        |                     |               |
| 2001      | Empress Myeongseong                                                     | Lady Min jovem                  |                     |               |
| 2001      | Sangdo                                                                  | Ippeuni                         |                     |               |
| 2001      | Guardian Angel                                                          | Jung Da-so jovem                |                     |               |
| 2001      | Theatre of Our Stories "Yoo-na's Sketchbook Diary"                      |                                 |                     |               |
| 2002      | Me and My Transformed Dad                                               | Kim Ma-ri                       |                     |               |
| 2002      | Kitchen Maid                                                            |                                 |                     |               |
| 2002      | My Love Patzzi                                                          | Eun Hee-won jovem               |                     |               |
| 2002      | Hard Love                                                               | Seo Kyung-joo jovem             |                     |               |
| 2002      | Glass Slippers                                                          | Woo Seung-hee jovem             |                     |               |
| 2003      | Age of Warriors                                                         | Rainha Sapyeong                 |                     |               |
| 2003      | Country Princess                                                        | Kim Geum-hee jovem              |                     |               |
| 2003      | The King's Woman                                                        | Song-yi                         |                     | [ 31 ]        |
| 2003      | Autumn Friend                                                           |                                 |                     |               |
| 2004      | Stained Glass                                                           | Shin Ji-soo jovem               |                     |               |
| 2005      | Encounter                                                               | Choi Eom-ji jovem               |                     |               |
| 2005      | Resurrection                                                            | Seo Eun-ha jovem                |                     |               |
| 2005      | Hong Kong Express                                                       | Hwan-hee                        |                     |               |
| 2005      | Dreams of an Exciting New School Term                                   | Mi-rae                          |                     |               |
| 2006      | Seoul 1945                                                              | Moon Suk-kyung                  |                     |               |
| 2007      | My Beloved Sister                                                       | Min Ji-na                       |                     |               |
| 2007      | Catching Up with Gangnam Moms                                           | Lee Ji-yeon                     |                     |               |
| 2007      | The Legend                                                              | Seo Kiha jovem                  |                     | [ 32 ]        |
| 2007      | Lobbyist                                                                | Yoo Moon-young/Eva jovem        |                     | [ 33 ]        |
| 2009      | The Iron Empress                                                        | Hwangbo Seol jovem              |                     | [ 34 ]        |
| 2009      | Queen Seondeok                                                          | Princesa Boryang                |                     | [ 35 ]        |
| 2011      | Dream High                                                              | Go Hye-sung de 16 anos de idade | Cameo (Episódio 16) | [ 36 ]        |
| 2011      | Gyebaek                                                                 | Eun-ko jovem                    |                     | [ 37 ]        |
| 2012      | Operation Proposal                                                      | Ham Yi-seul                     |                     | [ 38 ]        |
| 2013      | Hur Jun, the Original Story                                             | Lee Da-hee                      |                     | [ 39 ]        |
| 2014      | Secret Door                                                             | Lady Hyegyeong                  |                     | [ 40 ]        |
| 2016      | Entertainer                                                             | Soo-hyun                        | Cameo (Episódio 18) | [ 41 ]        |
| 2016–2017 | Hello, My Twenties!                                                     | Song Ji-won                     | Temporada 1–2       | [ 42 ] [ 43 ] |
| 2016–2017 | Father, I'll Take Care of You                                           | Oh Dong-hee                     |                     | [ 44 ]        |
| 2017–2018 | Judge vs. Judge                                                         | Lee Jung-joo                    |                     | [ 45 ]        |
| 2018      | The Ghost Detective                                                     | Jung Yeo-wool                   |                     | [ 46 ]        |
| 2019–2020 | Hot Stove League                                                        | Lee Se-young                    |                     | [ 47 ]        |
| 2020      | Do You Like Brahms?                                                     | Chae Song-ah                    |                     | [ 48 ]        |
| 2021      | The King's Affection                                                    | Yi Hwi / Dam-i / Yeonseon       |                     | [ 49 ]        |
| 2022      | Uma Advogada Extraordinária                                             | Woo Young-woo                   |                     | [ 50 ] [ 51 ] |
| 2023      | Castaway Diva                                                           | Seo Mok-ha                      |                     | [ 52 ]        |

### Websérie
| Ano  | Título     | Função    | Ref.   |
| ---- | ---------- | --------- | ------ |
| 2016 | Choco Bank | Ha Cho-co | [ 53 ] |

### Shows de televisão
| Ano  | Título                       | Função        | Notas | Ref.   |
| ---- | ---------------------------- | ------------- | ----- | ------ |
| 2003 | 열려라 동요세상              | Apresentadora |       |        |
| 2009 | Boys & Girls Music Countdown | Apresentadora |       | [ 54 ] |

### Clipes
| Ano  | Título da música               | Artista           | Ref.   |
| ---- | ------------------------------ | ----------------- | ------ |
| 2001 | "Doll"                         | Baby V.O.X.       |        |
| 2001 | "Angel's Prayer"               | N.Gel             |        |
| 2002 | "Cold"                         | Lee Ki-chan       |        |
| 2002 | "Sad Day"                      | Jung Yoon-don     |        |
| 2005 | "Thank You for Loving Me"      | S.Jin             |        |
| 2007 | "I Still Don't Know"           | Yoon Gun          |        |
| 2009 | "Romantic Winter"              | Kim Jin-pyo       | [ 55 ] |
| 2010 | "I'll Be There"                | Taeyang           | [ 56 ] |
| 2010 | "Like a Star"                  | Taeyeon & The One | [ 57 ] |
| 2011 | "Without You"                  | BoM               | [ 58 ] |
| 2011 | "You and Me, Heart Fluttering" | Acoustic Collabo  |        |

### MC (anfitriã oficial)
| Ano  | Título                                                                 | Notas           | Ref.   |
| ---- | ---------------------------------------------------------------------- | --------------- | ------ |
| 2021 | 16º Seoul International Drama Awards                                   | com Cha Eun-woo | [ 59 ] |
| 2023 | Cerimônia de abertura do 28º Festival Internacional de Cinema de Busan |                 | [ 60 ] |

## Teatro
| Ano  | Título                         | Função | Notas                           | Ref.   |
| ---- | ------------------------------ | ------ | ------------------------------- | ------ |
| 2009 | A Long Time Ago, Whoa, Whoa... | Esposa | Companhia de repertório Dongang | [ 61 ] |

## Discografia

### Singles
| Título                                   | Ano  | Álbum            |
| ---------------------------------------- | ---- | ---------------- |
| "Kung Ddari Sha Bah Rah" (꿍따리 샤바라) | 2024 | Single sem álbum |

### Álbuns singles
| Título                                                                                    | Detalhes | Melhor posição nas paradas | Vendas       |
| Título                                                                                    | Detalhes | KOR                        | Vendas       |
| ----------------------------------------------------------------------------------------- | --- | -------------------------- | ------------ |
| Present                                                                                   | - Lançamento: 4 de janeiro de 2024 - Gravadora: MusicBuddy, Kakao Entertainment - Formatos: CD, download digital, streaming de música Lista de faixas 1. Do-re-mi-fa (도레미파) 2. Into The Light 3. Now 4. Do-re-mi-fa (도레미파) (Inst.) 5. Into The Light (Inst.) 6. Now (Inst.) | 72                         | - COR: 2,500 |
| "—" indica lançamentos que não entraram nas paradas ou não foram lançados naquela região. | |                            |              |

### Participações em trilhas sonoras
| Título                                                                                    | Ano  | Melhor posição nas paradas | Álbum                           | Ref.   |
| Título                                                                                    | Ano  | KOR                        | Álbum                           | Ref.   |
| ----------------------------------------------------------------------------------------- | ---- | -------------------------- | ------------------------------- | ------ |
| "A Little Love Story"                                                                     | 2012 | —                          | Operation Proposal OST          | [ 65 ] |
| "Jeju's Blue Night"                                                                       | 2022 | —                          | Uma Advogada Extraordinária OST | [ 66 ] |
| "Someday"                                                                                 | 2023 | 108                        | Castaway Diva OST               |        |
| "Night and Day" (그날 밤) (Acoustic Ver)                                                  | 2023 | —                          | Castaway Diva OST               |        |
| "Night and Day" (그날 밤) (Contest Ver)                                                   | 2023 | —                          | Castaway Diva OST               |        |
| "Mint"                                                                                    | 2023 | —                          | Castaway Diva OST               |        |
| "Here I Am"                                                                               | 2023 | —                          | Castaway Diva OST               |        |
| "Open Your Eyes"                                                                          | 2023 | —                          | Castaway Diva OST               |        |
| "Until The End"                                                                           | 2023 | —                          | Castaway Diva OST               |        |
| "Dream Us" (Acoustic Ver)                                                                 | 2023 | —                          | Castaway Diva OST               |        |
| "Dream Us" (Original Ver)                                                                 | 2023 | —                          | Castaway Diva OST               |        |
| "Fly Away"                                                                                | 2023 | —                          | Castaway Diva OST               |        |
| "Someday, Someway"                                                                        | 2023 | —                          | Castaway Diva OST               |        |
| "—" indica lançamentos que não entraram nas paradas ou não foram lançados naquela região. |      |                            |                                 |        |

## Prêmios e indicações
| Cerimônia de premiação                                    | Ano  | Categoria                                                         | Nomeado(s) / Trabalho(s)                                   | Resultado | Ref.          |
| --------------------------------------------------------- | ---- | ----------------------------------------------------------------- | ---------------------------------------------------------- | --------- | ------------- |
| APAN Star Awards                                          | 2020 | Prêmio Estrela Popular, Atriz                                     | Do You Like Brahms?                                        | Indicado  | [ 67 ] [ 68 ] |
| APAN Star Awards                                          | 2020 | Prêmio de Excelência, Atriz em Minissérie                         | Hot Stove League Do You Like Brahms?                       | Indicado  | [ 69 ]        |
| APAN Star Awards                                          | 2022 | Prêmio Top Excelência, Atriz em Minissérie                        | The King's Affection Uma Advogada Extraordinária           | Indicado  | [ 70 ] [ 71 ] |
| APAN Star Awards                                          | 2022 | Prêmio Estrela de Popularidade, Atriz                             | Uma Advogada Extraordinária                                | Venceu    | [ 72 ]        |
| APAN Star Awards                                          | 2022 | Melhor Casal                                                      | Park Eun-bin (com Kang Tae-oh) Uma Advogada Extraordinária | Indicado  |               |
| Asia Artist Awards                                        | 2020 | Prêmio de Popularidade (atriz)                                    | Park Eun-bin                                               | Indicado  |               |
| Asia Contents Awards                                      | 2022 | Melhor atriz                                                      | Uma Advogada Extraordinária                                | Venceu    | [ 20 ]        |
| Baeksang Arts Awards                                      | 2022 | Melhor Atriz - Televisão                                          | The King's Affection                                       | Indicado  | [ 73 ]        |
|                                                           | 2023 | Grand Prêmio - Televisão                                          | Uma Advogada Extraordinária                                | Venceu    | [ 74 ]        |
| Festival Internacional de Cinema de Busan                 | 2022 | Melhor Ator                                                       | Uma Advogada Extraordinária                                | Venceu    | [ 20 ]        |
| Cine21 Awards                                             | 2022 | Atriz do Ano – Série                                              | Uma Advogada Extraordinária                                | Venceu    | [ 75 ]        |
| Consumer Rights Day Awards                                | 2022 | Ator do Ano - Série                                               | Uma Advogada Extraordinária                                | Venceu    | [ 76 ]        |
| Critics Choice Awards Cinema e televisão da Ásia-Pacífico | 2022 | Prêmio Rising Star para TV                                        | Uma Advogada Extraordinária                                | Venceu    |               |
| Grimae Awards                                             | 2020 | Melhor Atriz                                                      | Hot Stove League                                           | Venceu    | [ 77 ]        |
| KBS Drama Awards                                          | 2009 | Melhor Jovem Atriz                                                | The Iron Empress                                           | Venceu    | [ 5 ]         |
| KBS Drama Awards                                          | 2018 | Prêmio de Excelência, Atriz em Minissérie                         | The Ghost Detective                                        | Indicado  | [ 78 ]        |
| KBS Drama Awards                                          | 2018 | Prêmio de Melhor Casal                                            | Park Eun-bin (com Choi Daniel) The Ghost Detective         | Indicado  | [ 78 ]        |
| KBS Drama Awards                                          | 2021 | Prêmio Top Excelência, Atriz                                      | The King's Affection                                       | Venceu    | [ 79 ]        |
| KBS Drama Awards                                          | 2021 | Prêmio de Excelência, Atriz em Minissérie                         | The King's Affection                                       | Indicado  | [ 79 ]        |
| KBS Drama Awards                                          | 2021 | Prêmio de Popularidade, Atriz                                     | The King's Affection                                       | Venceu    | [ 79 ]        |
| KBS Drama Awards                                          | 2021 | Prêmio de Melhor Casal                                            | Park Eun-bin (com Rowoon) The King's Affection             | Venceu    | [ 79 ]        |
| Kinolights Awards                                         | 2022 | Atriz do Ano (Nacional)                                           | Uma Advogada Extraordinária                                | Venceu    | [ 80 ]        |
| KOPA & NIKON Press Photo Awards                           | 2024 | Fotogênico do Ano                                                 | Park Eun-bin                                               | Venceu    | [ 81 ]        |
| Korean Broadcasters' Night Awards                         | 2023 | Ator do Ano                                                       | Park Eun-bin                                               | Venceu    | [ 82 ]        |
| Korean Broadcasting Awards                                | 2022 | Melhor Ator/Atriz                                                 | The King's Affection                                       | Venceu    | [ 14 ]        |
| Korea Drama Awards                                        | 2017 | Melhor Nova Atriz                                                 | Father, I'll Take Care of You                              | Indicado  |               |
| Korea Drama Awards                                        | 2022 | Grande Prêmio (Daesang)                                           | Uma Advogada Extraordinária                                | Indicado  | [ 83 ]        |
| MBC Drama Awards                                          | 2013 | Melhor Nova Atriz                                                 | Hur Jun, the Original Story                                | Indicado  |               |
| MBC Drama Awards                                          | 2017 | Prêmio de Excelência, Atriz em Drama de Fim de Semana             | Father, I'll Take Care of You                              | Indicado  | [ 84 ]        |
| SBS Drama Awards                                          | 2007 | Melhor Jovem Atriz                                                | Catching Up with Gangnam Moms                              | Indicado  | [ 85 ]        |
| SBS Drama Awards                                          | 2017 | Prêmio de Excelência, Atriz em Drama de Quarta a Quinta-feira     | Judge vs. Judge                                            | Indicado  | [ 86 ]        |
| SBS Drama Awards                                          | 2017 | Prêmio de Melhor Casal                                            | Park Eun-bin (com Yeon Woo-jin) Judge vs. Judge            | Indicado  |               |
| SBS Drama Awards                                          | 2020 | Prêmio Top Excelência, Atriz em Minissérie Fantasia/Drama Romance | Do You Like Brahms?                                        | Venceu    | [ 87 ]        |
| SBS Drama Awards                                          | 2020 | Prêmio de Excelência, Atriz em Minissérie Gênero/Drama de Ação    | Hot Stove League                                           | Indicado  | [ 88 ]        |
| SBS Drama Awards                                          | 2020 | Prêmio de Melhor Casal                                            | Park Eun-bin (com Kim Min-jae) Do You Like Brahms?         | Venceu    | [ 89 ]        |
| Seoul International Drama Awards                          | 2023 | Estrela Asiática de Excelência                                    | Park Eun-bin                                               | Venceu    | [ 90 ]        |
| Seoul Webfest                                             | 2017 | Melhor Atriz Coreana                                              | Choco Bank                                                 | Indicado  |               |
| Soompi Awards                                             | 2019 | Atriz Revelação                                                   | The Ghost Detective                                        | Indicado  | [ 91 ]        |
| The Star Awards                                           | 2022 | Ator do Ano                                                       | Uma Advogada Extraordinária                                | Venceu    | [ 92 ]        |
| Visionary Awards                                          | 2023 | 2023 Visionary                                                    | Park Eun-bin                                               | Venceu    | [ 93 ]        |
| TVING Awards 2023                                         | 2023 | A Lágrima do Ano                                                  | Castaway Diva (com Kim Hyo Jin)                            | Venceu    | [ 94 ]        |

### Honras de estado
| País ou organização | Cerimônia de premiação                      | Ano  | Honra ou prêmio              | Ref.          |
| ------------------- | ------------------------------------------- | ---- | ---------------------------- | ------------- |
| Coreia do Sul       | Prêmio Coreano de Cultura e Artes Populares | 2023 | Comenda do primeiro-ministro | [ 98 ] [ 99 ] |

### Artigos em lista
| Editora           | Ano  | Lista                                                   | Classificação | Ref.    |
| ----------------- | ---- | ------------------------------------------------------- | ------------- | ------- |
| Cine21            | 2021 | New Actress to watch out for in 2022                    | 6º            | [ 100 ] |
| Cine21            | 2021 | Actress to watch out for in 2022                        | 4º            | [ 100 ] |
| Cine21            | 2023 | Actress to watch out for in 2023                        | 1º            | [ 101 ] |
| Cultura           | 2022 | Drama Icon of the Year                                  | 1º            | [ 102 ] |
| Elle Japan        | 2022 | Top 16 Hallyu Best Actress                              | 2º            | [ 103 ] |
| Forbes            | 2023 | Korea Power Celebrity 40                                | 11º           | [ 104 ] |
| Forbes            | 2024 | Korea Power Celebrity 40                                | 31º           | [ 105 ] |
| Gallup Korea      | 2022 | Gallup Korea's Television Actor of the Year             | 1º            | [ 106 ] |
| Gallup Korea      | 2023 | Gallup Korea's Television Actor of the Year             | 2º            | [ 107 ] |
| Moviewalker Press | 2024 | 10 Korean Actors that Movie Writers Recommended in 2024 | Top 10        | [ 108 ] |
| Sisa Journal      | 2022 | Cultural Person of the Year                             | 1º            | [ 113 ] |